# Vladislav Bobák
Vladislav Bobák (* 4. Februar 1912 in Horní Lhota u Luhačovic; † 12. Juli 1943 in Berlin-Plötzensee) war ein tschechoslowakischer Pilot und Widerstandskämpfer gegen den Nationalsozialismus.

## Leben
Der gelernte Kellner Vladislav Bobák betätigte sich in seiner Freizeit als Sportpilot.

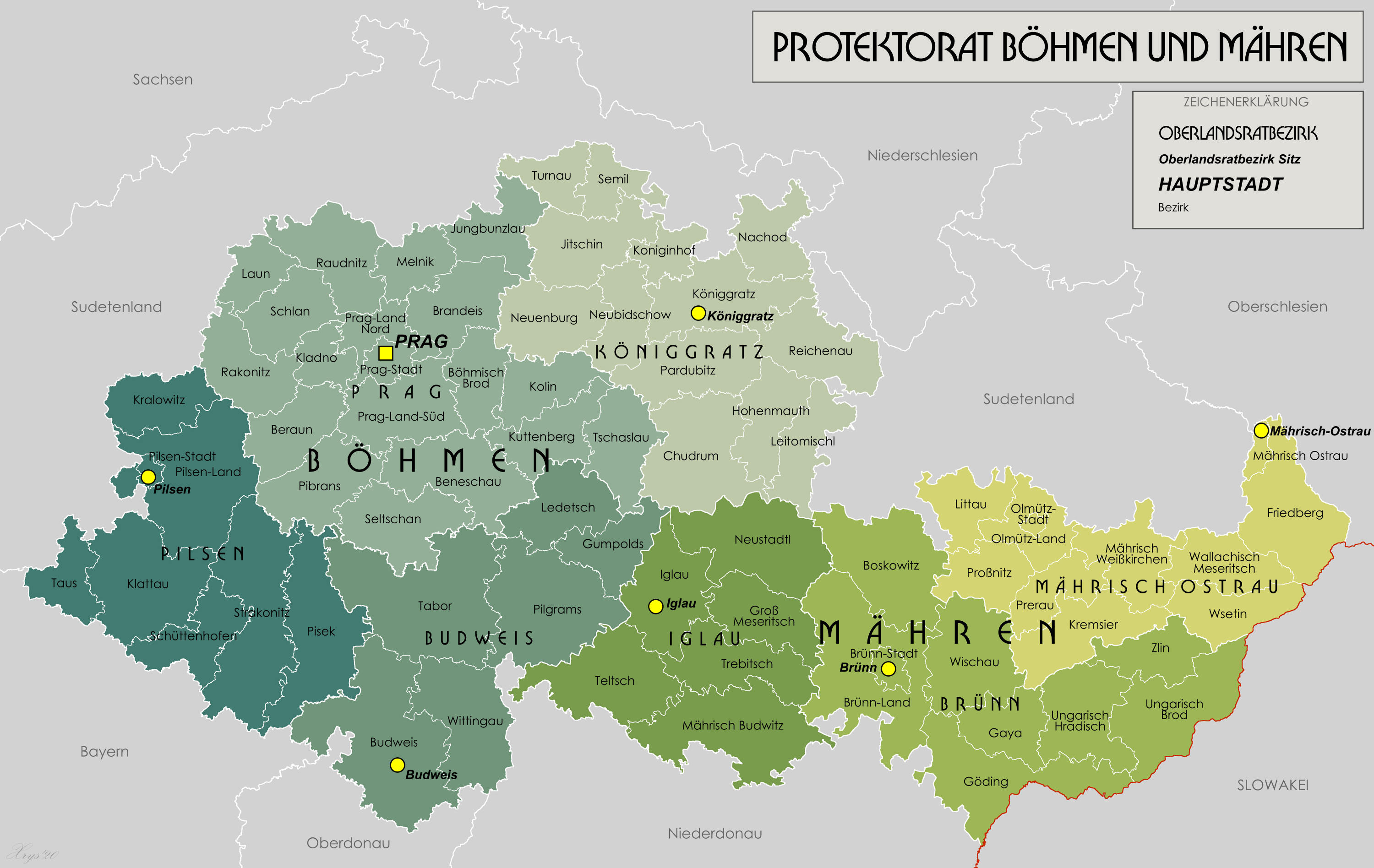
Protektorat Böhmen und Mähren

Nach der Errichtung des Protektorats Böhmen und Mähren im März 1939 ging er nach Polen und in Folge des im September desselben Jahres ausbrechenden Zweiten Weltkrieges schließlich in die Sowjetunion, wo er als Fallschirmspringer ausgebildet wurde. Zusammen mit den Piloten Radoslav Selucký, Jan Vycpálek, Jaroslav Lonek und Miloslav Hůla wurde Bobák als Agent hinter den feindlichen Linien abgesetzt. Ziel war es unter der Bevölkerung Mitarbeiter zu gewinnen und so unter anderem, deutsche Truppenbewegungen und Rüstungsprojekte auf dem Gebiet des Protektorats auszuspähen. Unter Führung und Finanzierung durch den sowjetischen Geheimdienst gelang es ihnen, ein fast das gesamte Gebiet des Protektorats abdeckendes Kundschafternetzwerk zu schaffen. Übermittelt wurden ihre Informationen unter anderem mittels verschlüsselter Nachrichten, wofür Selucký und Hůla eigens als Funker ausgebildet wurden, die sowohl die Morsetelegrafie beherrschten, als auch in der Lage waren, entsprechende Funkgeräte zu bauen. Materialproben, Zeichnungen, Dokumente und dergleichen wurden über das Netzwerk außer Landes geschafft. Vladislav Bobák operierte unter dem Decknamen Bredov.
Auf Grund des sich ausweitenden Netzwerks wurden weitere Sender nötig und Vladislav Bobák wurde nach Brünn geschickt. Hier warb er weitere Mitarbeiter, unter ihnen der Funkamateur Gustav Košulič, welcher der Gruppe als Funker diente. Immer unter der Gefahr, von den Deutschen angepeilt und entdeckt zu werden, wechselte Košulič nach einer kurzen Unterweisung im System ständig den Standort seiner Funkstation.
Anfang des Jahres 1941 vom für die Gestapo arbeitenden Jaroslav Bednář verraten und von den Deutschen entdeckt, wurde Bobák, wie zahlreiche andere des Netzwerks, verhaftet und im November 1942 schließlich zum Tode verurteilt. Am 12. Juli 1943 wurde Vladislav Bobák, wie auch Košulič und weitere seiner Informanten und Mitarbeiter in der Zentralen Hinrichtungsstätte in Berlin-Plötzensee hingerichtet.
Sein Name befindet sich heute auf dem Denkmal der Opfer des Zweiten Weltkrieges in der mährischen Stadt Zlín.

## Literatur

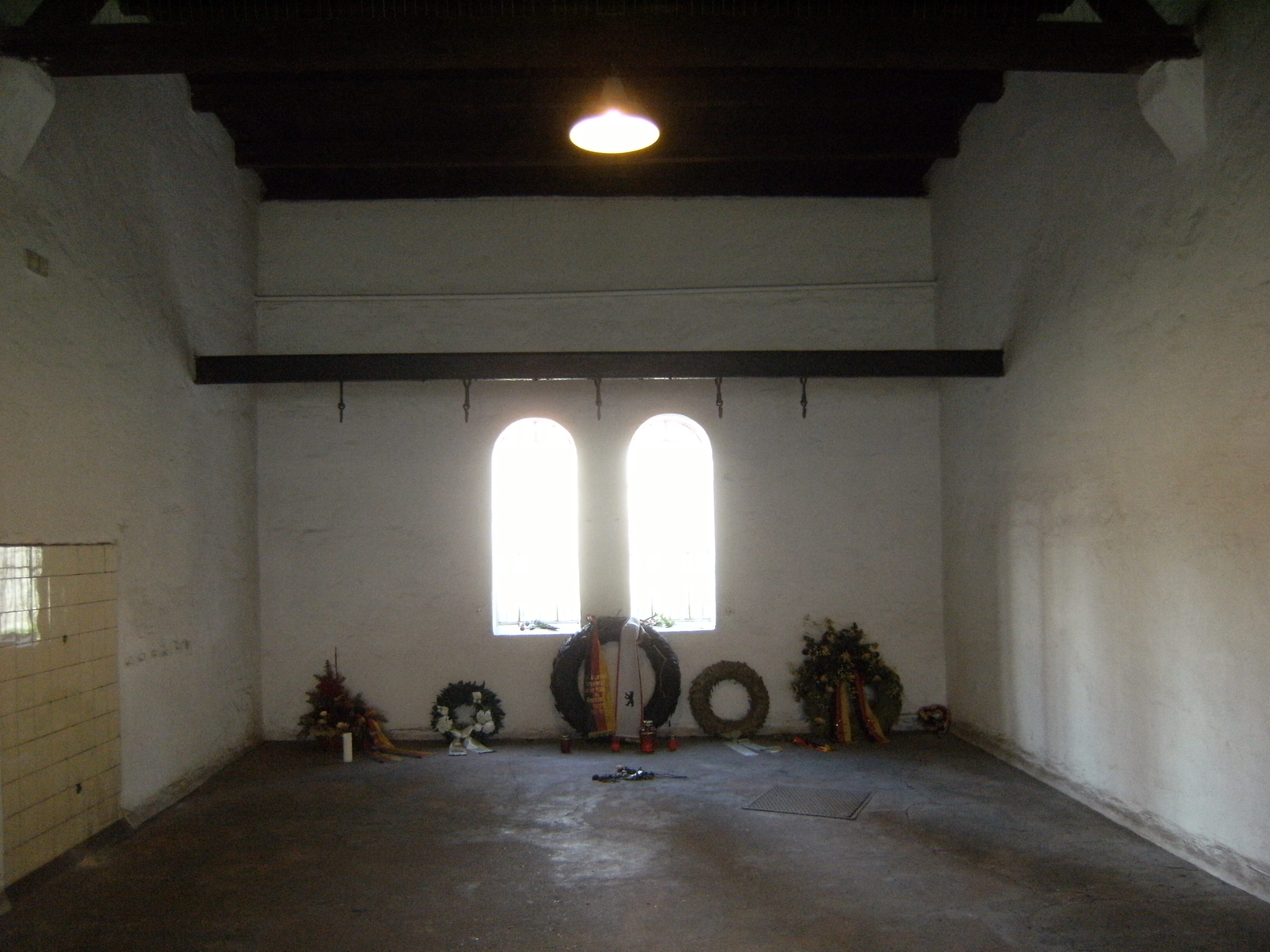
Hinrichtungsstätte Berlin-Plötzensee